# بي بي سي برومز

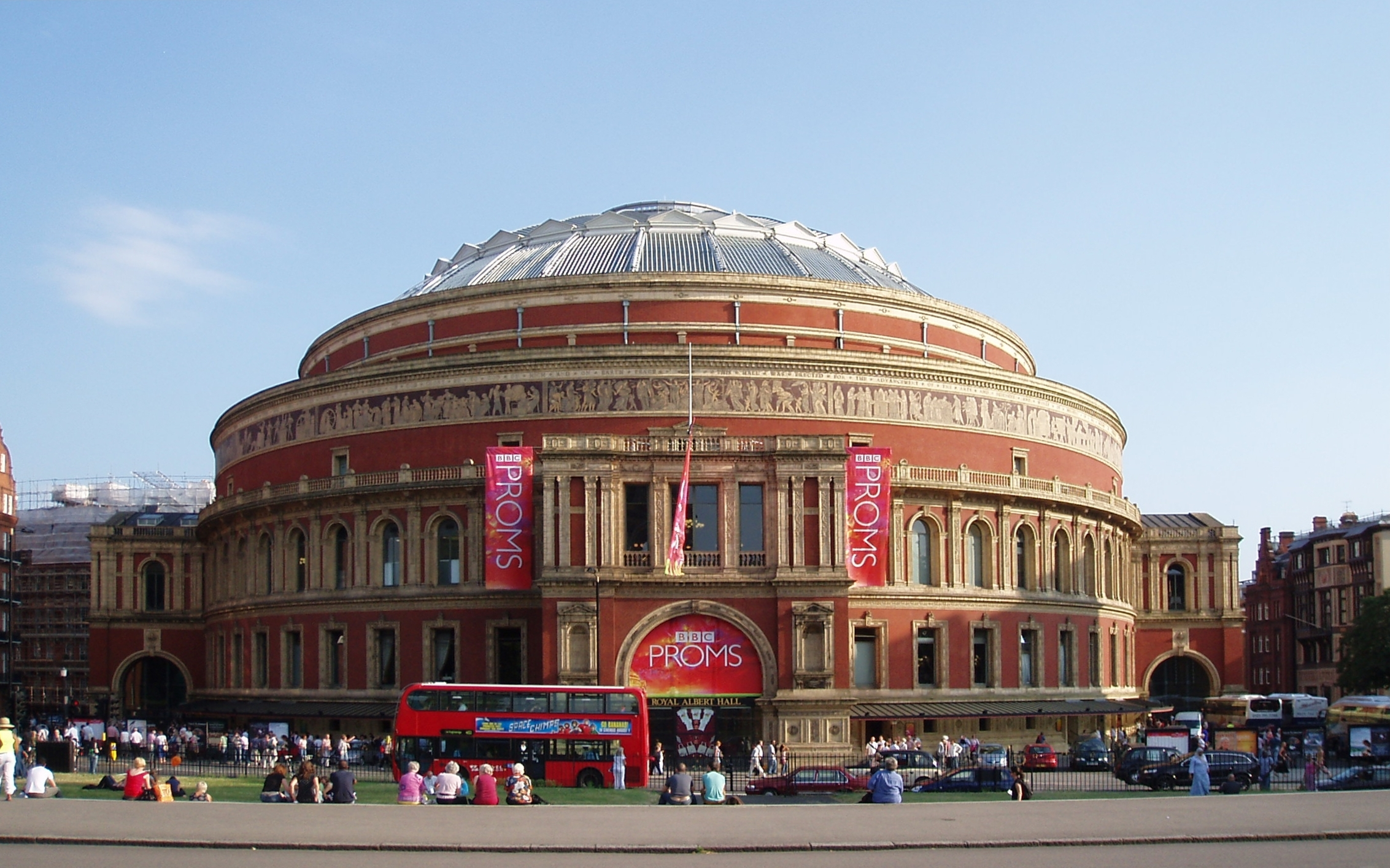
خارج قاعة ألبرت الملكية خلال موسم حفلات بي بي سي لعام 2008.

بي بي سي برومز أو برومز(بالإنجليزية: BBC Proms)‏, المسمى رسميًا بحفلات هنري وود الموسمية المقدمة من قبل البي بي سي،  هو موسم صيفي مدته ثمانية أسابيع من حفلات الموسيقى الكلاسيكية الأوركسترالية اليومية وغيرها من الأحداث التي تقام سنويًا، في الغالب في قاعة ألبرت الملكية في وسط لندن. استمر موسم الحفلات 2023 من الجمعة 14 يوليو إلى السبت 9 سبتمبر. تأسست الحفلات في عام 1895، ويتم تنظيمها وبثها الآن بواسطة هيئة الإذاعة البريطانية (بي بي سي). يتكون كل موسم من حفلات موسيقية في قاعة ألبرت الملكية، وحفلات موسيقى الحجرة في قاعة كادوجان (أو في بعض الأحيان في أماكن أخرى)، وحفلات موسيقية إضافية في الحديقة في جميع أنحاء المملكة المتحدة في الليلة الأخيرة من الحفلة الراقصة، والأحداث التعليمية وأحداث الأطفال المرتبطة بها. يعد الموسم حدثًا مهمًا في الثقافة البريطانية وفي الموسيقى الكلاسيكية. وصف قائد الأوركسترا التشيكي جيري بيلوهلافيك الحفلات الموسيقية بأنها "المهرجان الموسيقي الأكبر والأكثر ديمقراطية في العالم".
يُعتبر برومز عبارة عن اختصار لكلمة حفلة تجول موسيقية، وهو مصطلح يشير في الأصل إلى الحفلات الموسيقية الخارجية في حدائق المتعة في لندن، حيث كان للجمهور حرية التجول أثناء عزف الأوركسترا. في سياق حفلات بي بي سي، يشير الحفل إلى استخدام مناطق الوقوف داخل القاعة (الساحة والمعرض) حيث تكون أسعار التذاكر أقل بكثير من أسعار المقاعد.

## التاريخ

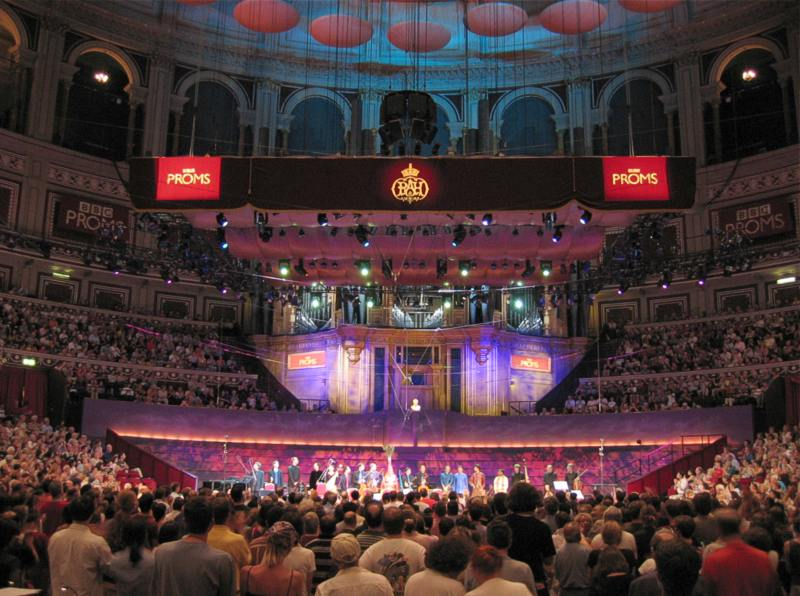
حفل موسيقي في قاعة البرت الملكية عام 2004. يمكن رؤية التمثال النصفي للسير هنري وود أمام الأرغن.

كانت حفلات النزهة موجودة في حدائق المتعة في لندن منذ منتصف القرن الثامن عشر، وأصبحت الحفلات الموسيقية الداخلية سمة من سمات الحياة الموسيقية في القرن التاسع عشر في لندن منذ عام 1838، ولا سيما تحت إشراف لويس أنطوان جوليان و آرثر سوليفان .  تعود جذور السلسلة السنوية للحفلات الراقصة المستمرة اليوم إلى تلك الحركة. تم افتتاحها في 10 أغسطس 1895 في قاعة الملكة في لانغهام بليس من قبل إمبساريو روبرت نيومان، الذي كان يتمتع بخبرة كاملة في إدارة حفلات موسيقية مماثلة في مسرح صاحبة الجلالة.  كان نيومان يرغب في تكوين جمهور أوسع لموسيقى قاعات الحفلات الموسيقية من خلال تقديم أسعار تذاكر منخفضة وأجواء غير رسمية، حيث يُسمح بالمتجولين بتناول الطعام والشرب والتدخين. وقد صرح بهدفه لهنري وود في عام 1894  على النحو التالي:
قدم جورج كاثكارت، طبيب الأنف والأذن والحنجرة، دعمًا ماليًا لنيومان من أجل السلسلة (التي تسمى "حفلات النزهة للسيد روبرت نيومان") بشرط أن يتم تعيين هنري وود كقائد الفرقة الموسيقية الوحيد.   اغتنم وود، البالغ من العمر 26 عامًا، هذه الفرصة وقام ببناء "أوركسترا كوينز هول" كفرقة مخصصة خصيصًا لأداء حفلات المنتزه.  نص كاثكارت أيضًا (خلافًا لتفضيل نيومان) على اعتماد نغمة الحفلة الموسيقية الفرنسية أو أوبن دياباسون مما استلزم اقتناء مجموعة جديدة تمامًا من آلات النفخ للأوركسترا، وإعادة ضبط عضو قاعة الملكة. تزامن ذلك مع اعتماد هذه النغمة المنخفضة من قبل فرق الأوركسترا وسلسلة الحفلات الموسيقية الرائدة الأخرى.  على الرغم من أن الحفلات اكتسبت شعبية كبيرة وسمعة طيبة، إلا أن نيومان أفلس في عام 1902، وتولى المصرفي إدغار شباير نفقات تمويلها. حصل وود على وسام الفروسية في عام 1911. في عام 1914، أدى الشعور المناهض لألمانيا إلى تنازل شباير عن دوره، وسيطر ناشرو الموسيقى تشابيل وشركاه على الحفلات الموسيقية.
على الرغم من أن نيومان ظل مشاركًا في التخطيط الفني، إلا أن اسم وود هو الذي أصبح مرتبطًا بشكل وثيق بالحفلات الراقصة.  بصفته قائد الحفلة الموسيقية الأولى (التي افتتحت بمقدمة رينزي لفاغنر ) في عام 1895، كان هنري مسؤولاً إلى حد كبير عن بناء الذخيرة الموسيقية المسموعة مع استمرار السلسلة من سنة إلى أخرى. على الرغم من تضمين العديد من الأعمال المشهورة والأقل تطلبًا، إلا أنه في الموسم الأول كانت هناك ليالي كبيرة مخصصة لبيتهوفن أو شوبرت، وتم تقديم برنامج للأعمال الجديدة في الأسبوع الأخير. وظهر مطربون متميزون من بينهم سيمز ريفز وسيغنور فولي . في العقدين الأولين، أسس وود بقوة سياسة تقديم أعمال الملحنين المعاصرين (البريطانيين والعالميين على حد سواء) وإضفاء حياة جديدة على الأعمال التي لم يتم أداؤها أو التي لم يتم أداؤها بشكل جيد.  تمثال نصفي من البرونز للسير هنري وود تم انتشاله من أنقاض قاعة الملكة التي تعرضت للقصف في عام 1941، وينتمي الآن إلى الأكاديمية الملكية للموسيقى ،  ولا يزال موضوعًا أمام الأرغن طوال موسم النزهة بأكمله. على الرغم من أن الحفلات الموسيقية تسمى الآن حفلات بي بي سي، وتحت عنوان شعار بي بي سي، فإن التذاكر مترجمة "بي بي سي ميوزيك تقدم حفلات هنري وود بروميناد".

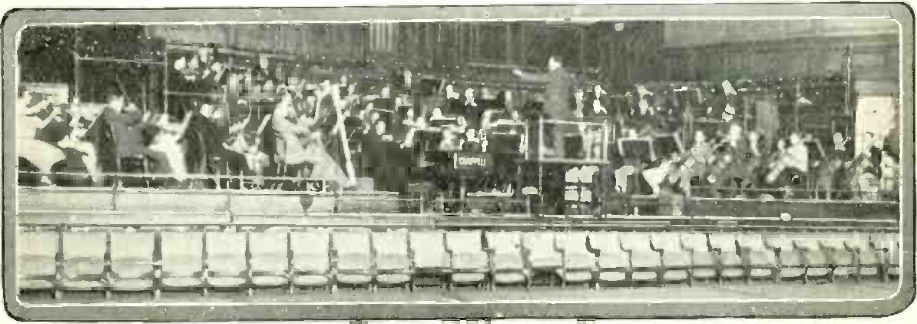
أوركسترا كوينز هول للسير هنري وود، تتدرب على أول حفل موسيقي لموسم 1927، من كتاب بي بي سي اليدوي 1928.

في عام 1927، بعد وفاة نيومان المفاجئة في العام السابق، بي بي سي(أصبح مقره في دار الإذاعة بجوار القاعة) تولى إدارة الحفلات.  نشأ هذا لأن ويليام بوسي، الذي كان آنذاك المدير الإداري لشركة تشابيل وشركاه (أصحاب الحفلة الراقصة)، كان يكره البث ويرى أن مطالب ونوايا بي بي سي بعيدة المدى في السيطرة على العرض الموسيقي تمثل خطرًا على مستقبل الحفلات العامة تمامًا. قرر حل أوركسترا (قاعة الملكة الجديدة)، التي عزفت للمرة الأخيرة في حفل سيمفوني في 19 مارس 1927. لقد وجد أنه من الأفضل ترك قاعة الملكة لسلطات البث، بدلاً من مواصلة حفلات بروميناد وغيرها من المسلسلات الكبيرة بشكل مستقل في منافسة غير متكافئة مع ما اعتبره الحكومة نفسها بشكل فعال. وهكذا تم إنقاذ الحفلة الراقصة، ولكن تحت نوع مختلف من السلطة. استمر طاقم أوركسترا نيو كوينز هول بشكل فعال حتى عام 1930 باسم "السير هنري جيه وود وأوركسترا السيمفونية".  عندما تم تشكيل أوركسترا بي بي سي السيمفوني في عام 1930، أصبحت الأوركسترا الرئيسية للحفلات الموسيقية. في هذا الوقت كان الموسم يتكون من ليالي مخصصة لملحنين معينين. كان يوم الاثنين فاغنر، ويوم الجمعة كان بيتهوفن، مع ظهور ملحنين كبار آخرين في أيام أخرى. لم تكن هناك عروض يوم الأحد.

### خلال الحرب العالمية الثانية
ومع اندلاع الحرب العالمية الثانية عام 1939، سحبت هيئة الإذاعة البريطانية دعمها. ومع ذلك، تدخل الرعاة من القطاع الخاص للحفاظ على الحفلات، دائمًا تحت إشراف هنري وود، حتى تم تدمير قاعة الملكة بشكل لا يمكن إصلاحه خلال غارة جوية في مايو 1941. (الموقع مشغول الآن بفندق سانت جورج وبي بي سي هنري وود هاوس). انتقلت الحفلات بعد ذلك (حتى عام 1944) إلى موطنها الحالي، قاعة ألبرت الملكية، خلال موسم النزهة الذي قدمه كيث دوجلاس بالاشتراك مع الجمعية الفيلهارمونية الملكية (التي كان سكرتيرًا لها).  
ساعدت أوركسترا لندن السيمفونية أحيانًا في المسلسل منذ (بعد عام 1927) حيثُ توقفت أوركسترا قاعة الملكة الجديدة عن العمل، وفي عام 1942، دعا هنري وود أيضًا أوركسترا لندن الفيلهارمونية تحت قيادة قائدها الجديد جان بوجنيه للمشاركة في هذا الموسم وغيرها من المواسم اللاحقة.  وكان يحاول في هذا الحفاظ على حيوية البرنامج في ظل تجديد علاقته مع بي بي سي كمروجين. واصل السير هنري وود عمله مع فرقة برومز خلال تقلبات مع هيئة الإذاعة البريطانية حتى وفاته في عام 1944، وهو عام موسم اليوبيل الخاص به.  خلال تلك الفترة، تولى أدريان بولت، قائد أوركسترا بي بي سي السيمفوني، وباسل كاميرون أيضًا مهام إدارة المسلسل،  واستمروا في هذه المهام في عام 1944 عندما تم نقلهم مرة أخرى، تحت خطر متزايد من القصف، هذه المرة إلى قاعة بيدفورد لتبادل السلع (موطن أوركسترا بي بي سي السيمفوني منذ عام 1941) والتي استضافتهم حتى نهاية الحرب.

### ما بعد الحرب
واصل كل من أدريان بولت وباسل كاميرون قيادة حفلات بروميناد بعد الحرب، عند عودتهما إلى قاعة ألبرت الملكية، حتى ظهور مالكولم سارجنت كقائد رئيسي لحفلات برومز في عام 1947. شغل سارجنت هذا المنصب حتى عام 1966؛ كان قائد الفرقة الموسيقية المساعد له من عام 1949 إلى عام 1959 هو جون هولينجسورث. حيثُ اشتهر سارجنت بمظهره النظيف (فستان السهرة ، القرنفل) وخطاباته الذكية حيث كان يوبخ بروميرز الصاخبين بلطف. دافع السير مالكولم عن الموسيقى الكورالية والملحنين الكلاسيكيين والبريطانيين، وخاصة صموئيل كولريدج تايلور.

بعد وفاة وود، عمل جوليان هيرباج كمسؤول رئيسي فعليًا عن الحفلات لعدد من السنوات، كموظف مستقل بعد تقاعده من بي بي سي، بمساعدة موظفين مثل إدوارد كلارك وكينيث رايت.  خلال فترة تولي ويليام جلوك منصب مراقب الحفلات، من عام 1960 إلى عام 1973، توسعت مجموعة الحفلات الموسيقية في الوقت المناسب، لتشمل الملحنين المعاصرين والطليعيين مثل بوليز ، بيريو ، كارتر ، دالابيكولا ، بيتر ماكسويل ديفيز ، جيرهارد هينز ، ليجيتي ، لوتوسلافسكي ، لوتينز ، ماو ، ميسيان ، نونو ، ستوكهاوزن ، وتيبيت ، وكذلك إلى الوراء لتشمل الموسيقى من قبل الملحنين السابقين مثل بورسيل ، كافالي ، مونتيفيردي ، بيرد ، باليسترينا ، دوفاي ، دونستابل ، وماشوت ، كما بالإضافة إلى أعمال يوهان سيباستيان باخ وجوزيف هايدن الأقل أداءً.  منذ ستينيات القرن العشرين، بدأ أيضًا عدد فرق الأوركسترا الضيوف في الحفلات في التزايد، مع أول قادة عالميين رئيسيين ( ليوبولد ستوكوفسكي ، جورج سولتي ، وكارلو ماريا جوليني ) يؤدون عروضهم في عام 1963، وأول أوركسترا أجنبية، أوركسترا راديو موسكو السيمفوني ، أداء في عام 1966. منذ ذلك الوقت، قدمت كل الأوركسترا العالمية الكبرى تقريبًا وقائد الفرقة الموسيقية والعازف المنفرد عروضها في الحفلات.

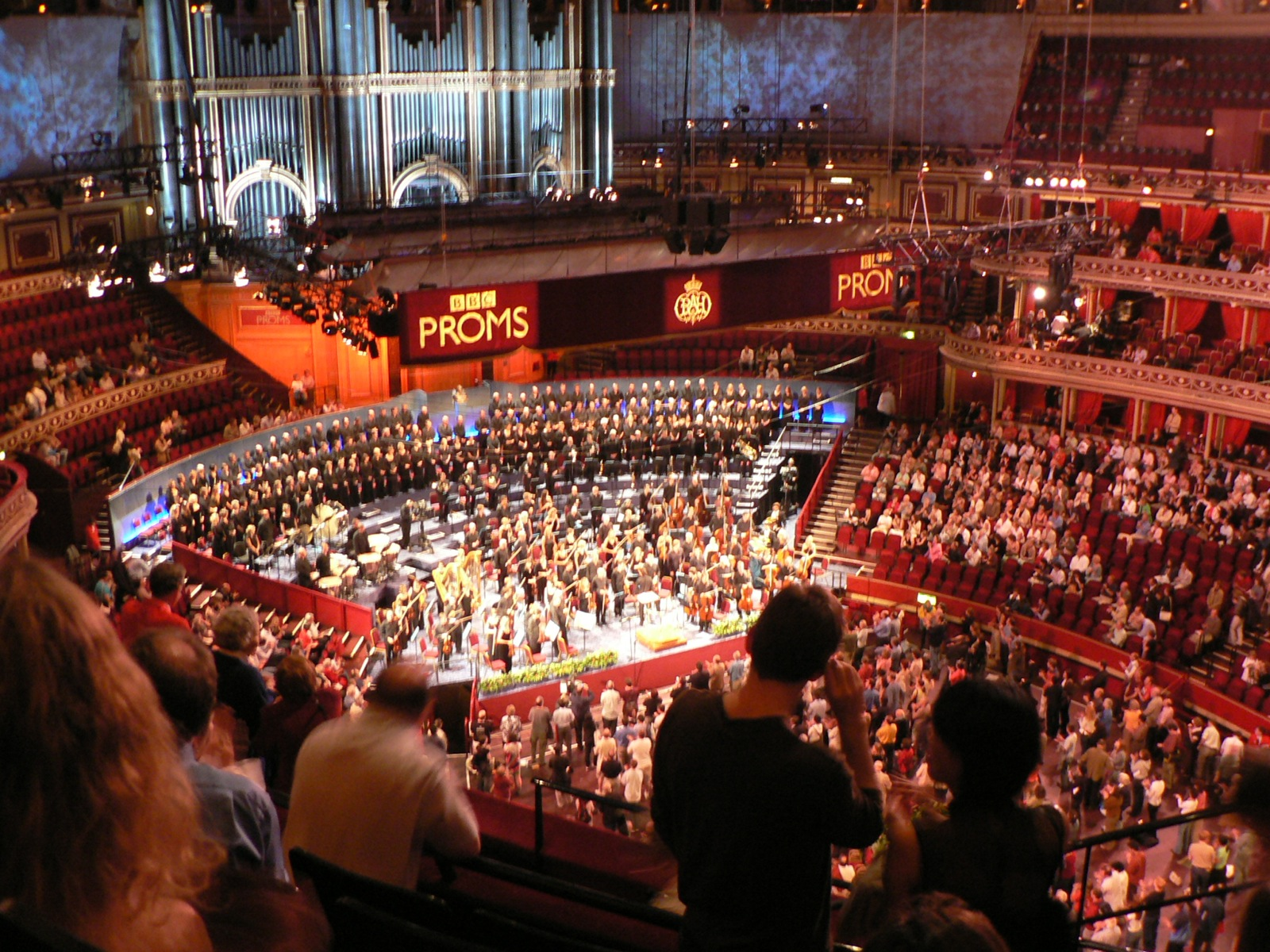
الحفلات 2005. يجلس معظم الناس بينما يقف المتنزهون أمام الأوركسترا.

بدأ موسم عام 1968 يوم الجمعة بدلاً من السبت كما كان معتادًا، وذلك في إطار حفل تكريمي للسير مالكولم سارجنت الذي وافته المنية بعد فترة قصيرة من إلقائه خطبة قصيرة على المنصة في الحفل السابق في عام 1967. كانت حالته الصحية سيئة للغاية حتى لم يتمكن من تنظيم الحفل الفعلي. ومنذ ذلك الحين، تم تحديد بداية حفلات الجمعة الراقصة سنويًا في شهر يوليو.

### منذ 1990
تستمر الحفلات حتى يومنا هذا، ولا تزال تقدم الموسيقى التي تم تكليفها حديثًا إلى جانب المقطوعات الأكثر أهمية في الذخيرة والموسيقى المبكرة. تستمر الابتكارات، مع ظهور محادثات ما قبل الحفلة الراقصة، وحفلات الحجرة وقت الغداء، وحفلات التخرج للأطفال، أو الحفلات الراقصة في الحديقة، أو ظهورها بشكل أكبر خلال السنوات القليلة الماضية. في المملكة المتحدة، يتم بث جميع الحفلات الموسيقية على راديو بي بي سي 3، ويتم بث عدد متزايد من الحفلات على بي بي سي فور مع عرض بعضها أيضًا على بي بي سي وان وبي بي سي تو. كانت النغمة الرئيسية التي يتم تشغيلها في بداية كل برنامج يتم بثه على التلفزيون (حتى موسم 2011) مقتطفًا من نهاية الحركة "الحمراء" لآرثر بليس، في عام 2017 لآنا كلاين . حفلة تنكرية (لجنة الحفلة الراقصة في عام 2013) ومنذ عام 2019 موضوع أصلي لإيان أربر.  من الممكن أيضًا سماع الحفلات الموسيقية مباشرة من موقع بي بي سي برومز.
في عام 1996، بدأت سلسلة مرتبطة من ثماني حفلات موسيقية تُقام أثناء وجبة الغداء، والتي تنظم يوم الاثنين خلال موسم الحفلات الراقصة. خلال الموسم الأول من هذه الفعاليات، أُقيمت هذه العروض في قاعة بريتن، التابعة للكلية الملكية للموسيقى، والتي تقع مباشرة عبر الطريق من قاعة ألبرت. في العام التالي، تم نقلها إلى مكان أبعد قليلاً، وهو مسرح محاضرات هنري كول في متحف فيكتوريا وألبرت. ثم، في عام 2005، تمت الانتقال مرة أخرى إلى قاعة كادوجان الجديدة، الموجودة بالقرب من ساحة سلون في لندن، وذلك لتمكين الحفلات من تقديم موسيقى غير مناسبة للمساحات الواسعة في قاعة ألبرت.